# Hans Siemensmeyer
Hans Siemensmeyer (* 23. September 1940 in Oberhausen) ist ein ehemaliger Fußballspieler. Er spielte für Rot-Weiß Oberhausen in der Oberliga West und der Regionalliga West und für Hannover 96 von 1965 bis 1974 in der Fußball-Bundesliga.

## Spielerlaufbahn

### Osterfeld und Oberhausen, bis 1965
1948 begann Siemensmeyer als Achtjähriger beim Stadtteilverein SV Osterfeld 06 mit dem Fußballspielen. Bei den „Kanariengelben“ entwickelte er sich zu einem lauf- und kampfstarken Halbstürmer im damaligen WM-System. Nachdem er in der Saison 1958/59 mit dem BV Osterfeld in der Verbandsliga Niederrhein den 9. Rang belegt hatte, unterschrieb er einen Vertrag bei Rot-Weiß Oberhausen und wechselte trotz einer einjährigen Sperre zur „Kleeblattelf“ vom Niederrheinstadion in die Fußball-Oberliga West.
Der gelernte Elektriker debütierte unter Trainer Nandor Lengyel am 21. August 1960, bei einem 2:2 bei Preußen Münster auf Halblinks an der Seite von Mitspielern wie Torhüter Helmut Traska und Angreifer Karl-Otto Marquardt, in der Oberliga West. Er zeichnete sich dabei als Torschütze zum 2:2 für RWO aus. Der ältere Bruder Heinz (* 1933) lief in seiner Debütrunde in 27 Ligaspielen auf, Hans kam beim Erreichen des 4. Tabellenplatzes auf 12 Oberligaeinsätze. Ab seiner zweiten Runde, 1961/62, gehörte er als unverzichtbarer Leistungsträger der Stammelf von RWO an. In drei Runden absolvierte der Antreiber im Mittelfeld 85 Oberligaspiele in denen er 21 Tore erzielte. Da im letzten Jahr der alten erstklassigen Oberliga, 1962/63, lediglich der 10. Rang erreicht wurde, wurde die Mannschaft von Präsident Peter Maaßen nicht für die ab 1963/64 startende Bundesliga nominiert und trat ab dieser Runde in der zweitklassigen Regionalliga West an.
In der ersten Runde in der Regionalliga West enttäuschte Oberhausen, Siemensmeyer hatte zwar in 37 Rundeneinsätzen 13 Tore erzielt und auch die Neuzugänge Lothar Kobluhn (ebenfalls vom BV Osterfeld gekommen), Otto Keller und Franz Fliege hatten der Stammbesetzung angehört, aber mit dem 7. Rang konnten die Verantwortlichen in Oberhausen nicht zufrieden sein. Zwar ging es 1964/65 mit dem 4. Rang in der Tabelle nach vorne, aber der Punkteabstand zu Meister Borussia Mönchengladbach (10 Punkte) und Vizemeister Alemannia Aachen (7 Punkte) war doch zu groß um den Frust überdecken zu können. Im Sommer 1965 konnte auch nicht mehr der umworbene Mittelfeldantreiber Hans Siemensmeyer an der Landwehr gehalten werden, er unterschrieb bei Hannover 96 einen Bundesligavertrag und wechselte nach 66 Regionalligaeinsätzen mit 22 Toren in die Landeshauptstadt von Niedersachsen.

### Hannover 96, 1965 bis 1974
Der Neuzugang vom Niederrhein debütierte am vierten Rundenspieltag 1965/66, am 4. September 1965, bei einem 4:1-Heimerfolg gegen Eintracht Frankfurt in der Bundesliga. In der 30. Spielminute brachte er seine Mannschaft mit 1:0 in Führung. Mit Jürgen Bandura, Karl-Heinz Mülhausen, Walter Rodekamp und Udo Nix bildete er den Angriff des Gastgebers. Ihm wurde ein vielversprechendes BL-Debüt bescheinigt. Der mannschaftsdienliche, zweikampfstarke und mit Abschlussqualitäten ausgestattete Mittelfeldspieler erzielte in seiner Debütrunde in 30 Ligaspielen 15 Tore und führte damit die interne Torschützenliste vor Sturmtank Walter Rodekamp mit 13 Treffern an. Trotz der eindeutigen Leistungsverbesserung in Person von Hans Siemensmeyer rutschte Sechsundneunzig im zweiten Bundesligajahr 1965/66 vom 5. Rang des Vorjahres auf den 12. Platz zurück und Trainer Helmut Kronsbein wurde deshalb im Laufe der Rückrunde durch den Amateurtrainer Hannes Kirk ersetzt. Neben der Bundesliga sammelte Siemensmeyer auch in seiner ersten Hannoveraner Runde internationale Erfahrung. Hannover spielte im Messestädte-Pokal und konnte sich in diesem Wettbewerb mit dem FC Porto und dem FC Barcelona messen. Beim 5:0-Heimerfolg im November 1965 gegen Porto erzielte Siemensmeyer zwei Tore und dann gab es drei Spiele gegen Barcelona. Den 2:1-Heimerfolg am 2. Februar 1966 ermöglichte der Mann vom Niederrhein mit seinen zwei Treffern. Nach der 0:1-Niederlage im Rückspiel wurde ein Entscheidungsspiel nötig, das 1:1 nach Verlängerung endete und schließlich im Losentscheid für Barcelona entschieden wurde. Beim späteren Cupsieger ragten Spieler wie Josep Maria Fusté, Lucien Muller, Joaquim Rifé, Pedro Zaballa und José Antonio Zaldúa heraus.
Er beendete zum Saisonende 1973/74 seine Profikarriere. Mit dem Einsatz am letzten Rundenspieltag, den 18. Mai 1974, bei einer 1:2-Niederlage beim 1. FC Köln, endete die Spielerlaufbahn von Hans Siemensmeyer bei Hannover 96. Mit Kaemmer und Denz hatte er dabei nochmals das Mittelfeld gebildet und versucht sich gegen die FC-Mittelfeldakteure Heinz Simmet, Overath, Flohe und Herbert Neumann zu erwehren.
Zum 1. Januar 1974 hatte Siemensmeyer eine Halbtagsstelle als Angestellter bei den Stadtwerken Hannover angetreten.
Er gilt als bester Spieler, den Hannover 96 jemals hatte. Zwischen 1965 und 1974 bestritt er 278 Fußball-Bundesliga-Spiele und schoss 72 Tore, womit er bis heute Rekordtorschütze der Niedersachsen in der höchsten deutschen Spielklasse ist. Zudem kam er auf 14 Einsätze und 7 Tore im Messepokal und auf 22 Spiele und 5 Tore im DFB-Pokal. Er beendete seine Spielerkarriere bei Hannover 96. Seine größten Erfolge waren die Plätze neun (1967 und 1971) und zehn (1968) in der Bundesliga.
Ein besonderes Problem für Siemensmeyer waren in seiner Zeit bei Hannover 96 die vielen Trainerwechsel. Von Kontinuität konnte in der sportlichen Leitung nie die Rede sein. Es fing mit Helmut Kronsbein zu Beginn der Runde 1965/66 an, dieser wurde im April 1966 von Hannes Kirk abgelöst, danach folgte der unbestrittene Fachmann Horst Buhtz, welcher aber wiederum im Februar 1968 von Karl-Heinz Mülhausen ersetzt wurde, ehe der Bayern-Erfolgstrainer Zlatko Cajkovski zur Runde 1968/69 mit großen Hoffnungen nach Hannover kam. Das Aus von „Tschick“ ab Januar 1970 durch den bescheidenen Hans Pilz, dieser wurde von dem Braunschweiger Meistermacher Helmuth Johannsen abgelöst, welcher ab November 1971 durch Hans Hipp ersetzt wurde, dieser wiederum ab März 1973 von Hannes Baldauf abgelöst wurde, ehe mit Helmut Kronsbein ab 12. März 1974 der letzte Trainer in der Spielerzeit von Hans Siemensmeyer bei Sechsundneunzig aktiv war.
Auch auf Seiten der Spielerneuzugänge war ordentlich Betrieb in der Ära Siemensmeyer bei Hannover 96. Gemeinsam mit ihm kamen 1965 noch Stefan Bena und Horst Grunenberg nach Hannover. Unter Trainer Buhtz folgten 1966 Christian Breuer, Hermann Straschitz und Kaj Poulsen, ehe in seinem zweiten Trainerjahr die Stars Jupp Heynckes, Josip Skoblar sowie die zwei eigenen Talente Peter Anders und Rainer Stiller folgten. Zur Saison 1968/69 kamen die Talente Rainer Zobel, Peter Loof, Claus Brune und Wilfried Ahnefeld, 1969/70 baute man auf Zvezdan Čebinac, Kurt Ritter und Jürgen Detsch, ehe es 1970/71 mit Ferdinand Keller, Hans-Joachim Weller, Willi Reimann, Horst Bertl, Horst Berg und Rudi Nafziger versucht wurde. Zur Saison 1971/72 waren es die Spieler Franz-Josef Pauly, Georg Beichle, Rolf Blau, Peter Rühmkorb, Burkhardt Öller und Michael Polywka, ehe in den letzten zwei Bundesligarunden noch die Akteure Ludwig Denz, Karl-Heinz Mrosko, Rolf Kaemmer, Eckhard Deterding, Roland Stegmayer, Gerd Kasperski, Georg Damjanoff, Bernd Wehmeyer, Karlheinz Höfer und Roland Peitsch neue Mitspieler an der Seite des Routiniers Hans Siemensmeyer wurden.
In seiner 14-jährigen Karriere auf höchstem Leistungsniveau waren für den Musterprofi Alkohol und Zigaretten stets tabu gewesen. Er galt als Schwerstarbeiter von Hannover 96, als Profi bester Güte. Für Trainer Horst Buhtz „war er der beste Fußballer, mit dem ich jemals zusammengearbeitet habe“.

### Nationalmannschaft
Im Jahr 1967 trat der Mittelfeldspieler dreimal für die deutsche Fußballnationalmannschaft an und schoss dabei zwei Tore. Ein Doppelpack gelang ihm gleich bei seinem Debüt, beim 5:1-Sieg gegen Frankreich am 27. September 1967 in Berlin. Siemensmeyer hatte dabei mit Franz Beckenbauer und Wolfgang Overath das Mittelfeld gebildet und war dabei öfters auf Gilbert Gress vom VfB Stuttgart getroffen. Die französische Abwehr wurde von Frankreichs Fußballer des Jahres Bernard Bosquier dirigiert und im Angriff gaben Philippe Gondet und Fleury Di Nallo den Ton an. Es folgten noch zwei Einsätze in Hamburg gegen Jugoslawien (3:1 in der EM-Qualifikation) und in Bukarest gegen Rumänien (0:1) jeweils ohne Torerfolg. Die damalige Konkurrenz im Mittelfeld war in der Qualität außerordentlich und wurde von Beckenbauer, Overath, Günter Netzer, Heinz Flohe, Lothar Ulsaß, Helmut Haller und Herbert Wimmer angeführt.

## Karriere als Trainer
Ab 1975 betreute Siemensmeyer den TSV Havelse und führte ihn innerhalb von zehn Jahren in die Regionalliga Nord. Zu Beginn lief er selbst noch sporadisch als Spieler auf. 1984 kehrte er nach Hannover zurück und wurde erfolgreicher Trainer der A-Jugend. Vom 19. September 1988 bis zum 21. März 1989 war er Trainer von Hannover 96.

## Ehrungen
Als Ehrung für seine Verdienste als Spieler und Torschütze bei Hannover vertrat Siemensmeyer den Austragungsort Hannover als offizieller Botschafter des Organisationskomitees der Fußball-Weltmeisterschaft 2006. Der Ex-Nationalspieler war damit eine der 12 ehrenamtlichen Sportgrößen, die ihre Stadt bei Werbeveranstaltungen für die Weltmeisterschaft repräsentierten.